# Rhodochirus rosaceus
Rhodochirus rosaceus är en kräftdjursart som först beskrevs av Alphonse Milne-Edwards och Eugène Louis Bouvier 1893.  Rhodochirus rosaceus ingår i släktet Rhodochirus och familjen eremitkräftor. Inga underarter finns listade i Catalogue of Life.